# Specjalizacja lekarska
Ten artykuł należy dopracować:

przedstawiono sytuację tylko z polskiej perspektywy – artykuł powinien być przekrojowy.
Pomóż go poprawić. 
Specjalizacja lekarska – posiadanie przez lekarza, lekarza dentysty i lekarza weterynarii kwalifikacji w określonej dziedzinie medycyny, uzyskane w wyniku odbycia szkolenia specjalizacyjnego oraz złożenia egzaminu państwowego. 
Specjalizacje lekarskie w Polsce:
- Alergologia
- Anestezjologia i intensywna terapia
- Angiologia
- Audiologia i foniatria
- Balneologia i medycyna fizykalna
- Chirurgia dziecięca
- Chirurgia klatki piersiowej
- Chirurgia naczyniowa
- Chirurgia ogólna
- Chirurgia onkologiczna
- Chirurgia plastyczna
- Chirurgia szczękowo-twarzowa
- Choroby płuc
- Choroby płuc dzieci
- Choroby wewnętrzne
- Choroby zakaźne
- Dermatologia i wenerologia
- Diabetologia
- Diagnostyka laboratoryjna
- Endokrynologia
- Endokrynologia ginekologiczna i rozrodczość
- Endokrynologia i diabetologia dziecięca
- Epidemiologia
- Farmakologia kliniczna
- Gastroenterologia
- Gastroenterologia dziecięca
- Genetyka kliniczna
- Geriatria
- Ginekologia onkologiczna
- Hematologia
- Hipertensjologia
- Immunologia kliniczna
- Intensywna terapia
- Kardiochirurgia
- Kardiologia
- Kardiologia dziecięca
- Medycyna lotnicza
- Medycyna morska i tropikalna
- Medycyna nuklearna
- Medycyna paliatywna
- Medycyna pracy
- Medycyna ratunkowa
- Medycyna rodzinna
- Medycyna sądowa
- Medycyna sportowa
- Mikrobiologia lekarska
- Nefrologia
- Nefrologia dziecięca
- Neonatologia
- Neurochirurgia
- Neurologia
- Neurologia dziecięca
- Neuropatologia
- Okulistyka
- Onkologia i hematologia dziecięca
- Onkologia kliniczna
- Ortopedia i traumatologia narządu ruchu
- Otorynolaryngologia
- Otorynolaryngologia dziecięca
- Patomorfologia
- Pediatria
- Pediatria metaboliczna
- Perinatologia
- Położnictwo i ginekologia
- Psychiatria
- Psychiatria dzieci i młodzieży
- Radiologia i diagnostyka obrazowa
- Radioterapia onkologiczna
- Rehabilitacja medyczna
- Reumatologia
- Seksuologia
- Toksykologia kliniczna
- Transfuzjologia kliniczna
- Transplantologia kliniczna
- Urologia
- Urologia dziecięca
- Zdrowie publiczne

Specjalizacje lekarsko-dentystyczne:
- Chirurgia stomatologiczna
- Chirurgia szczękowo-twarzowa
- Ortodoncja
- Periodontologia
- Protetyka stomatologiczna
- Stomatologia dziecięca
- Stomatologia zachowawcza z endodoncją
- Epidemiologia
- Zdrowie publiczne

Specjalizacje lekarsko-weterynaryjne:
- Choroby przeżuwaczy
- Choroby koni
- Choroby świń
- Choroby psów i kotów
- Choroby drobiu
- Choroby gospodarskich i towarzyszących zwierząt futerkowych
- Użytkowanie i patologia zwierząt laboratoryjnych, w tym towarzyszących
- Choroby ryb i zwierząt akwakultury
- Choroby owadów użytkowych
- Choroby zwierząt nieudomowionych
- Rozród zwierząt
- Chirurgia weterynaryjna
- Diagnostyka obrazowa
- Higiena pasz i prewencja weterynaryjna
- Higiena zwierząt rzeźnych i żywności pochodzenia zwierzęcego
- Weterynaryjna diagnostyka laboratoryjna
- Epizootiologia i administracja weterynaryjna
- Choroby ptaków ozdobnych i gołębi
- Dobrostan zwierząt